# Dinastia de Pradiota

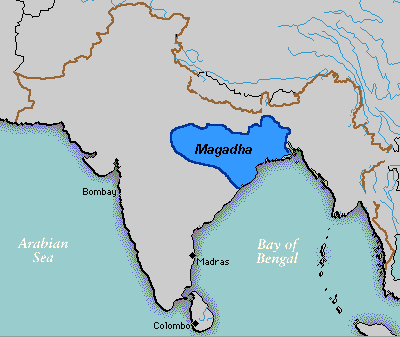
Mágada no mapa

A dinastia de Pradiota sucedeu a dinastia de Briadrata em Mágada. De acordo com o Puranas os Pradiotas reinaram sobre Mágada por 138 anos ou seja desde 799 a.C. até 684 a.C.. Palaca, o filho do rei Pradiota Avanti teria conquistado Kaushambi e feito o reino belicamente poderoso.
De acordo com textos budistas e Jainistas uma das tradições Pradiotas era de que o filho do rei matasse seu pai para sucedê-lo. Como essa época fosse de muita violência e desordem, o povo teria escolhido Xixunaga como o novo rei e este efetivamente extinguiu a dinastia Pradiota e estabeleceu a dinastia de Xixunaga. 